# Contrabando
Contrabando est une bande dessinée espagnole illustrée par Francisco Ibáñez, appartenant à la franchise Mortadel et Filémon, éditée en 1978.

## Synopsis
Le Super confie à Mortadel et Filémon différentes missions pour mettre fin à la contrebande.

## Adaptation
La bande dessinée est adaptée dans son intégralité dans l'épisode de la série télévisée homonyme, sous le titre Contrebande.